# ورزشگاه کلمنتی
ورزشگاه کلمنتی (به لاتین: Clementi Stadium) یک ورزشگاه در سنگاپور است که در کلمنتی واقع شده‌است.